# 季光弼
季光弼（1127年—1183年），字观国。温州平阳人。

## 生平
紹興二十七年王十朋榜進士，授迪功郎，历任盐官主簿、邵州教授、福州寧德县丞。淳熙元年（1174）知绍兴府嵊县, 有惠政，“至义之所当为，则奋然直前，无所顾忌”，百姓歌颂说：“饥不忧，与之庾，儒林季公民之父；寒不忧，今有裤，儒林季公民之母。”淳熙十年（1183）病卒於任上, 享年五十七歲。嵊縣百姓嘆息說：“善人亡矣。”著有《美芹》、《唐宰輔編年錄》、《季光弼文集》等。